# ملعب وانكايو
ملعب وانكايو هو ملعب متعدد الاستخدام في وانكايو، بيرو. تم افتتاحه عام 1962 وتبلغ سعته 20,000 مقعد. يتم استئجار الملعب من قبل فريقي سبورت وانكايو وديبورتيفو خونين.

## وصلات خارجية
- ملاعب العالم
- معلومات سياحية عن وانكايو